# Espins
Espins é uma comuna francesa na região administrativa da Normandia, no departamento Calvados. Estende-se por uma área de 4,63 km². Em 2010 a comuna tinha 255 habitantes (densidade: 55,1 hab./km²).